# Adoção forçada
Adoção forçada refere-se à prática de retirar crianças de suas famílias biológicas e colocá-las para adoção contra a vontade dos pais, muitas vezes com pouco ou nenhum consentimento. Essa prática historicamente foi um problema significativo em vários países, onde pressões sociais, governamentais e institucionais levaram à separação forçada das crianças de suas famílias, especialmente em casos em que os pais eram marginalizados, empobrecidos ou considerados inadequados pelas autoridades. A prática tem sido amplamente criticada por violar os direitos humanos e por seus efeitos emocionais e psicológicos duradouros tanto nas crianças quanto nos pais.

## Adoção forçada em diferentes países

### Irlanda
Na Irlanda, as adoções forçadas foram difundidas, particularmente entre as décadas de 1940 e 1980. Muitas crianças foram retiradas de mães solteiras, muitas vezes sob a suposição de que essas mulheres eram inadequadas para criar seus filhos devido ao estigma social em torno das mães solteiras. Instituições religiosas, particularmente a Igreja Católica, desempenharam um papel significativo nessas adoções, operando instituições como casas de mães e bebês. Essas instituições frequentemente abrigavam mulheres que estavam grávidas fora do casamento e, após o parto, seus bebês eram encaminhados para adoção, muitas vezes sem o consentimento ou o conhecimento da mãe. Muitas dessas adoções foram realizadas em segredo, e os registros não eram mantidos, dificultando a reunião das famílias posteriormente.
O governo irlandês desde então reconheceu os erros dessas instituições e, em 2021, o Primeiro-Ministro da Irlanda emitiu um pedido de desculpas pelas adoções forçadas e pelos abusos cometidos nessas casas. No entanto, o trauma causado por essas práticas ainda afeta muitas pessoas atualmente.
O exemplo mais conhecido das adoções forçadas foi a Bon Secours Mother and Baby Home. Essa instituição, localizada em Tuam, Irlanda, tornou-se infame pela descoberta de uma fossa comum em 2014, onde foram encontrados os restos de 796 bebês. A Bon Secours Mother and Baby Home operou de 1925 a 1961, sendo administrada pelas Irmãs Bon Secours, uma ordem religiosa. Era uma casa para mães solteiras, e muitos dos bebês nascidos lá foram encaminhados para adoção ou morreram sob circunstâncias duvidosas. A descoberta da fossa comum provocou indignação generalizada e renovou as discussões sobre o tratamento de mulheres e crianças em instituições similares por toda a Irlanda durante o século XX. O legado da instituição continua sendo um ponto de reflexão significativo na história do tratamento dado a mulheres e crianças vulneráveis na Irlanda.

### Bélgica
A Bélgica também testemunhou adoções forçadas, particularmente na era pós-Segunda Guerra Mundial, onde as normas sociais em torno da família e da legitimidade influenciaram o tratamento das mães solteiras. Essas mulheres eram frequentemente pressionadas a entregar seus filhos para adoção sob a noção de que não eram capazes de oferecer um lar adequado. Instituições católicas também estiveram envolvidas na colocação de crianças para adoção, às vezes sem o consentimento pleno ou o conhecimento dos pais biológicos. Como em outros países, essas adoções forçadas frequentemente eram envoltas em segredo, sem consideração pelas consequências emocionais e psicológicas tanto para os pais biológicos quanto para as crianças.
Muitas meninas grávidas foram levadas para a França para dar à luz de forma anônima, pois isso era proibido na Bélgica. Essas meninas e seus filhos foram posteriormente contrabandeados de volta ilegalmente para a Bélgica, onde seus bebês foram retirados à força. Isso ficou conhecido como práticas de "Sous X".
Também houve inúmeras instâncias de abuso em casas de mães e crianças na Bélgica, como a notória casa Tamar em Lommel. Nessa instituição, crianças eram retiradas de suas mães contra sua vontade e entregues para adoção em troca de doações, prática que mercantilizou a vida humana. Além disso, meninas foram esterilizadas contra sua vontade e submetidas a trabalho forçado em uma fábrica local de carpetes. Essas práticas perturbadoras evidenciam a sombria história da adoção forçada na Bélgica.
O governo belga desde então reconheceu essas injustiças, mas muitas pessoas afetadas pelas adoções forçadas continuam buscando encerramento e reunificação com suas famílias biológicas.

### Reino Unido
No Reino Unido, a adoção forçada foi particularmente prevalente entre as décadas de 1950 e 1970, especialmente entre famílias da classe trabalhadora e mães solteiras. Essas adoções eram frequentemente facilitadas por uma combinação de serviços sociais e agências de adoção, com crianças sendo retiradas de suas casas sob o pretexto de proteção ou devido a um suposto abandono. Muitas das crianças foram colocadas em lares particulares, frequentemente sem o consentimento ou o pleno entendimento dos pais biológicos.
O sistema muitas vezes era coercitivo, com as autoridades ameaçando rotular as mães como pais inadequados ou irresponsáveis, ou até mesmo institucionalizá-las se recusassem a entregar seus filhos para adoção. O impacto psicológico e emocional sobre os pais, que às vezes eram manipulados para assinar os papéis de adoção, foi imenso. Essa prática continuou até que reformas significativas fossem introduzidas nas décadas de 1970 e 1980.

## Assimilação forçada
Retirar crianças de minorias étnicas de suas famílias para serem adotadas por membros do grupo étnico dominante tem sido utilizado como um método de assimilação forçada. “Transferir à força crianças de um grupo para outro” é considerado genocídio de acordo com a Convenção para a Prevenção e Repressão do Crime de Genocídio. Embora isso geralmente esteja relacionado à etnia, a assimilação de crianças de minorias políticas também ocorreu.

### Austrália
As Gerações Roubadas na Austrália envolveram crianças aborígenes australianos e ilhares do Estreito de Torres, onde, ao longo de mais de 60 anos a partir de 1910, estima-se que até um terço das crianças aborígenes foram retiradas de suas famílias.

### Canadá
No Canadá, o sistema de escolas residenciais indígenas do Canadá envolveu crianças das Primeiras Nações, Métis e Inuit, que frequentemente sofreram abusos severos.
O Sixties Scoop é um período em que agentes de assistência à criança do Canadá tinham autoridade para retirar crianças indígenas de suas famílias para colocá-las em lares de acolhimento para que pudessem ser adotadas por famílias brancas.

### China
Como parte da perseguição dos uigures na China, somente em 2017, pelo menos meio milhão de crianças foram separadas à força de suas famílias e colocadas em acampamentos pré-escolares com sistemas de vigilância no estilo prisional e cercas elétricas de 10.000 volts.

### Polônia
Na Polônia ocupada pela Alemanha, estima-se que 200.000 crianças polonesas com supostas características arianas foram retiradas de suas famílias e entregues a casais alemães ou austríacos, e apenas 25.000 retornaram às suas famílias após a guerra.

### Sudão do Sul
Entre grupos nômades, particularmente os povo Murle, crianças são sequestradas em ataques contra outras tribos para serem criadas como se fossem suas. A prática acredita-se ter a intenção de aumentar o número da tribo. Isso inclui o ataque a Gambela de 2016 e o ataque a Gambela de 2017.

### Espanha
A eugenia hispânica foi pioneira pelo psiquiatra Antonio Vallejo-Nájera, que propôs uma ligação entre o marxismo e a deficiência intelectual, levando ao roubo de muitos recém-nascidos e crianças pequenas espanholas de seus pais de esquerda.

### Ucrânia
Em abril de 2023, o Conselho da Europa votou esmagadoramente, com 87 a favor, 1 contra e 1 abstenção, para considerar as "deportaçãos e transferências forçadas de crianças ucranianas e de outros civis para a Federação Russa ou para territórios ucranianos temporariamente ocupados" como um ato de genocídio.

## Bem-estar infantil
Ver também
O bem-estar infantil é frequentemente a justificativa dada para separar crianças de seus pais. Preservação da família é a perspectiva de que é melhor ajudar a manter as crianças em casa com suas famílias do que em lares de acolhimento ou instituições. Como isso deve ser equilibrado com o potencial de dano às crianças é um tema de debate.

### Pais abusivos
Separar crianças dos pais é utilizado hoje, com mais frequência, para casos de abuso de crianças.

### Mães solteiras
Ver também
Entre as décadas de 1950 e 1970 na anglosfera, bebês eram frequentemente retirados de mães solteiras sem nenhuma outra razão, simplesmente porque essas mães eram consideradas inadequadas para a parentalidade, no que ficou conhecido como a era do baby scoop.
Em 2013, a Primeira-Ministra australiana Julia Gillard pediu desculpas pela adoção forçada na Austrália de bebês nascidos de mães não casadas, ocorrida principalmente no século XX.
Na Bélgica, do final da Segunda Guerra Mundial até os anos 1980, a Igreja Católica acolheu mulheres grávidas solteiras e, durante o parto, algumas receberam anestesia geral enquanto outras tiveram que usar uma máscara para evitar que vissem seus filhos. Algumas mulheres foram esterilizadas. Cerca de 30.000 dessas crianças foram vendidas para pais adotivos por valores entre 10.000 e 30.000 francos belgas (aproximadamente entre €250 e €750) e, às vezes, por quantias ainda maiores.

### Pais em situação de pobreza
Ver também
Na Suíça, entre a década de 1850 e meados do século XX, centenas de milhares de crianças, principalmente de famílias pobres, assim como de pais solteiros, foram retiradas de seus responsáveis pelas autoridades e enviadas para trabalhar em fazendas, vivendo com novas famílias. Elas eram conhecidas como crianças contratadas ou Verdingkinder.Adoção forçada refere-se à prática de retirar crianças de suas famílias biológicas e colocá-las para adoção contra a vontade dos pais, muitas vezes com pouco ou nenhum consentimento. Essa prática historicamente foi um problema significativo em vários países, onde pressões sociais, governamentais e institucionais levaram à separação forçada das crianças de suas famílias, especialmente em casos em que os pais eram marginalizados, empobrecidos ou considerados inadequados pelas autoridades. A prática tem sido amplamente criticada por violar os direitos humanos e por seus efeitos emocionais e psicológicos duradouros tanto nas crianças quanto nos pais.

## Adoção forçada em diferentes países

### Irlanda
Na Irlanda, as adoções forçadas foram difundidas, particularmente entre as décadas de 1940 e 1980. Muitas crianças foram retiradas de mães solteiras, muitas vezes sob a suposição de que essas mulheres eram inadequadas para criar seus filhos devido ao estigma social em torno das mães solteiras. Instituições religiosas, particularmente a Igreja Católica, desempenharam um papel significativo nessas adoções, operando instituições como casas de mães e bebês. Essas instituições frequentemente abrigavam mulheres que estavam grávidas fora do casamento e, após o parto, seus bebês eram encaminhados para adoção, muitas vezes sem o consentimento ou o conhecimento da mãe. Muitas dessas adoções foram realizadas em segredo, e os registros não eram mantidos, dificultando a reunião das famílias posteriormente.
O governo irlandês desde então reconheceu os erros dessas instituições e, em 2021, o Primeiro-Ministro da Irlanda emitiu um pedido de desculpas pelas adoções forçadas e pelos abusos cometidos nessas casas. No entanto, o trauma causado por essas práticas ainda afeta muitas pessoas atualmente.
O exemplo mais conhecido das adoções forçadas foi a Bon Secours Mother and Baby Home. Essa instituição, localizada em Tuam, Irlanda, tornou-se infame pela descoberta de uma fossa comum em 2014, onde foram encontrados os restos de 796 bebês. A Bon Secours Mother and Baby Home operou de 1925 a 1961, sendo administrada pelas Irmãs Bon Secours, uma ordem religiosa. Era uma casa para mães solteiras, e muitos dos bebês nascidos lá foram encaminhados para adoção ou morreram sob circunstâncias duvidosas. A descoberta da fossa comum provocou indignação generalizada e renovou as discussões sobre o tratamento de mulheres e crianças em instituições similares por toda a Irlanda durante o século XX. O legado da instituição continua sendo um ponto de reflexão significativo na história do tratamento dado a mulheres e crianças vulneráveis na Irlanda.[carece de fontes?]

### Bélgica
A Bélgica também testemunhou adoções forçadas, particularmente na era pós-Segunda Guerra Mundial, onde as normas sociais em torno da família e da legitimidade influenciaram o tratamento das mães solteiras. Essas mulheres eram frequentemente pressionadas a entregar seus filhos para adoção sob a noção de que não eram capazes de oferecer um lar adequado. Instituições católicas também estiveram envolvidas na colocação de crianças para adoção, às vezes sem o consentimento pleno ou o conhecimento dos pais biológicos. Como em outros países, essas adoções forçadas frequentemente eram envoltas em segredo, sem consideração pelas consequências emocionais e psicológicas tanto para os pais biológicos quanto para as crianças.
Muitas meninas grávidas foram levadas para a França para dar à luz de forma anônima, pois isso era proibido na Bélgica. Essas meninas e seus filhos foram posteriormente contrabandeados de volta ilegalmente para a Bélgica, onde seus bebês foram retirados à força. Isso ficou conhecido como práticas de "Sous X".
Também houve inúmeras instâncias de abuso em casas de mães e crianças na Bélgica, como a notória casa Tamar em Lommel. Nessa instituição, crianças eram retiradas de suas mães contra sua vontade e entregues para adoção em troca de doações, prática que mercantilizou a vida humana. Além disso, meninas foram esterilizadas contra sua vontade e submetidas a trabalho forçado em uma fábrica local de carpetes. Essas práticas perturbadoras evidenciam a sombria história da adoção forçada na Bélgica.
O governo belga desde então reconheceu essas injustiças, mas muitas pessoas afetadas pelas adoções forçadas continuam buscando encerramento e reunificação com suas famílias biológicas.

### Reino Unido
No Reino Unido, a adoção forçada foi particularmente prevalente entre as décadas de 1950 e 1970, especialmente entre famílias da classe trabalhadora e mães solteiras. Essas adoções eram frequentemente facilitadas por uma combinação de serviços sociais e agências de adoção, com crianças sendo retiradas de suas casas sob o pretexto de proteção ou devido a um suposto abandono. Muitas das crianças foram colocadas em lares particulares, frequentemente sem o consentimento ou o pleno entendimento dos pais biológicos.
O sistema muitas vezes era coercitivo, com as autoridades ameaçando rotular as mães como pais inadequados ou irresponsáveis, ou até mesmo institucionalizá-las se recusassem a entregar seus filhos para adoção. O impacto psicológico e emocional sobre os pais, que às vezes eram manipulados para assinar os papéis de adoção, foi imenso. Essa prática continuou até que reformas significativas fossem introduzidas nas décadas de 1970 e 1980.

## Assimilação forçada
Retirar crianças de minorias étnicas de suas famílias para serem adotadas por membros do grupo étnico dominante tem sido utilizado como um método de assimilação forçada. “Transferir à força crianças de um grupo para outro” é considerado genocídio de acordo com a Convenção para a Prevenção e Repressão do Crime de Genocídio. Embora isso geralmente esteja relacionado à etnia, a assimilação de crianças de minorias políticas também ocorreu.

### Austrália
As Gerações Roubadas na Austrália envolveram crianças aborígenes australianos e ilhares do Estreito de Torres, onde, ao longo de mais de 60 anos a partir de 1910, estima-se que até um terço das crianças aborígenes foram retiradas de suas famílias.

### Canadá
No Canadá, o sistema de escolas residenciais indígenas do Canadá envolveu crianças das Primeiras Nações, Métis e Inuit, que frequentemente sofreram abusos severos.
O Sixties Scoop é um período em que agentes de assistência à criança do Canadá tinham autoridade para retirar crianças indígenas de suas famílias para colocá-las em lares de acolhimento para que pudessem ser adotadas por famílias brancas.

### China
Como parte da perseguição dos uigures na China, somente em 2017, pelo menos meio milhão de crianças foram separadas à força de suas famílias e colocadas em acampamentos pré-escolares com sistemas de vigilância no estilo prisional e cercas elétricas de 10.000 volts.

### Polônia
Na Polônia ocupada pela Alemanha, estima-se que 200.000 crianças polonesas com supostas características arianas foram retiradas de suas famílias e entregues a casais alemães ou austríacos, e apenas 25.000 retornaram às suas famílias após a guerra.

### Sudão do Sul
Entre grupos nômades, particularmente os povo Murle, crianças são sequestradas em ataques contra outras tribos para serem criadas como se fossem suas. A prática acredita-se ter a intenção de aumentar o número da tribo. Isso inclui o ataque a Gambela de 2016 e o ataque a Gambela de 2017.

### Espanha
A eugenia hispânica foi pioneira pelo psiquiatra Antonio Vallejo-Nájera, que propôs uma ligação entre o marxismo e a deficiência intelectual, levando ao roubo de muitos recém-nascidos e crianças pequenas espanholas de seus pais de esquerda.

### Ucrânia
Em abril de 2023, o Conselho da Europa votou esmagadoramente, com 87 a favor, 1 contra e 1 abstenção, para considerar as "deportaçãos e transferências forçadas de crianças ucranianas e de outros civis para a Federação Russa ou para territórios ucranianos temporariamente ocupados" como um ato de genocídio.

## Bem-estar infantil
Ver também
O bem-estar infantil é frequentemente a justificativa dada para separar crianças de seus pais. Preservação da família é a perspectiva de que é melhor ajudar a manter as crianças em casa com suas famílias do que em lares de acolhimento ou instituições. Como isso deve ser equilibrado com o potencial de dano às crianças é um tema de debate.

### Pais abusivos
Separar crianças dos pais é utilizado hoje, com mais frequência, para casos de abuso de crianças.

### Mães solteiras
Ver também
Entre as décadas de 1950 e 1970 na anglosfera, bebês eram frequentemente retirados de mães solteiras sem nenhuma outra razão, simplesmente porque essas mães eram consideradas inadequadas para a parentalidade, no que ficou conhecido como a era do baby scoop.
Em 2013, a Primeira-Ministra australiana Julia Gillard pediu desculpas pela adoção forçada na Austrália de bebês nascidos de mães não casadas, ocorrida principalmente no século XX.
Na Bélgica, do final da Segunda Guerra Mundial até os anos 1980, a Igreja Católica acolheu mulheres grávidas solteiras e, durante o parto, algumas receberam anestesia geral enquanto outras tiveram que usar uma máscara para evitar que vissem seus filhos. Algumas mulheres foram esterilizadas. Cerca de 30.000 dessas crianças foram vendidas para pais adotivos por valores entre 10.000 e 30.000 francos belgas (aproximadamente entre €250 e €750) e, às vezes, por quantias ainda maiores.

### Pais em situação de pobreza
Ver também
Na Suíça, entre a década de 1850 e meados do século XX, centenas de milhares de crianças, principalmente de famílias pobres, assim como de pais solteiros, foram retiradas de seus responsáveis pelas autoridades e enviadas para trabalhar em fazendas, vivendo com novas famílias. Elas eram conhecidas como crianças contratadas ou Verdingkinder.

Na Coreia do Sul, durante a ditadura militar, o governo perseguiu um programa de "purificação social" que forçou milhares de pessoas a deixarem as ruas para serem encaminhadas a centros de assistência financiados pelo governo e administrados por entidades privadas. Caso dessem à luz, as crianças eram retiradas para serem adotadas.

### Pais pertencentes a minorias
Um relatório de 2023 do Comissário para Crianças e Jovens Aborígenes da Austrália do Sul alertou para uma nova "geração roubada", constatando que crianças aborígenes estavam sendo retiradas cada vez mais de suas famílias, com uma em cada duas crianças aborígenes na Austrália do Sul sendo submetida a uma notificação de proteção à criança em 2020–21, em comparação com uma em cada 12 para crianças não aborígenes.
Os Serviços de Bem-Estar Infantil Noruegueses são acusados de retirar, de forma desproporcional, crianças de pais imigrantes.

### Pais com antecedentes criminais
No Reino Unido, o ex-juiz Alan Goldsack pediu ao Governo do Reino Unido que removesse à força crianças de "famílias criminosas" ao nascer e que as encaminhasse para adoção. Suas declarações foram criticadas e ele foi acusado de "criminalizar bebês".